# Войцехув (Злоторийський повіт)
Войцехув (пол. Wojciechów) — село в Польщі, у гміні Загродно Злоторийського повіту Нижньосілезького воєводства.
Населення — 344 особи (2011).
У 1975-1998 роках село належало до Легницького воєводства.

## Демографія
Демографічна структура станом на 31 березня 2011 року:
|          | Загалом | Допрацездатний вік | Працездатний вік | Постпрацездатний вік |
| -------- | ------- | ------------------ | ---------------- | -------------------- |
| Чоловіки | 172     | 36                 | 122              | 14                   |
| Жінки    | 172     | 31                 | 96               | 45                   |
| Разом    | 344     | 67                 | 218              | 59                   |